# Vĩnh Bích
Vĩnh Bích (chữ Mãn: ᠶᡠᠩ ᠪ, chữ Hán: 永璧, bính âm: Yung Bi; 23 tháng 7 năm 1733 - 4 tháng 4 năm 1772), Ái Tân Giác La, là một Thân vương của nhà Thanh trong lịch sử Trung Quốc.

## Cuộc đời
Vĩnh Bích sinh vào giờ Tý, ngày 13 tháng 6 (âm lịch) năm Ung Chính thứ 11 (1733), trong gia tộc Ái Tân Giác La. Ông là con trai thứ hai của Hòa Cung Thân vương Hoằng Trú, mẹ ông là Đích Phúc tấn Ngô Trát Khố thị (吳扎庫氏). Năm Càn Long thứ 21 (1756), ông được phong làm Bất nhập Bát phân Phụ quốc công (不入八分輔國公). 3 năm sau (1759), ông nhậm chức Phó Đô thống Hán quân Tương Bạch kỳ. Năm thứ 35 (1770), tháng 10, nhậm chức Đô thống Mông Cổ Tương Hoàng kỳ, cùng tháng, phụ thân ông qua đời, ông được tập tước Hòa Thân vương (和親王) đời thứ 2. Năm thứ 37 (1772), ngày 2 tháng 3 (âm lịch), ông qua đời, thọ 40 tuổi, được truy thụy Hòa Cần Thân vương (和勤親王).

## Gia quyến
- Đích Phúc tấn: Bác Nhĩ Tế Cát Đặc thị (博爾濟吉特氏), con gái của Phó Đô thống kiêm Tán trật Đại thần Cung Thành hầu Bố Luân Thái (布伦泰).
- Trắc Phúc tấn: Lý Giai thị (李佳氏), con gái Đường Cổ Tắc (唐古塞).

### Con trai
1. Miên Luân (綿倫; 1752 - 1775), mẹ là Đích Phúc tấn Bát Nhĩ Tế Cát Đặc thị. Năm 1772 được tập tước Hòa Thân vương. Sau khi qua đời được truy thụy Hòa Cẩn Quận vương (和謹郡王). Vô tự.
2. Nhị tử (1754 - 1755), mẹ là Đích Phúc tấn Bát Nhĩ Tế Cát Đặc thị. Chết yểu.
3. Tam tử (1755), mẹ là Trắc Phúc tấn Lý Giai thị. Mất khi được 2 tháng.
4. Miên Tuần (綿偱; 1758 - 1817), mẹ là Trắc Phúc tấn Lý Giai thị. Năm 1775 được tập tước Hòa Thân vương. Sau khi qua đời được truy thụy Hòa Khác Quận vương (和恪郡王). Có mười lăm con trai.
5. Miên Trác (綿倬; 1762 - 1787), mẹ là Trắc Phúc tấn Lý Giai thị. Được phong làm Tam đẳng Trấn quốc Tướng quân (三等鎮國將軍) kiêm Tam đẳng Thị vệ. Vô tự.